# 比爾·安德森
比爾·安德森（英語：Bill Anderson）在1946年至1965年擔任林肯城的足球領隊，帶領球隊分別在1947年至1948年及1951年至1952年於丙級北部聯賽奪得冠軍，並十二度打入林肯郡高級盃決賽。

## 執教生涯
安德森帶領「頑童」在1947年至1948年奪得丙級北部聯賽冠軍，在此前他只是花了2,000英鎊構建陣容。在這個球季，林肯城打進了81球，聯賽神射手吉米·哈欽森（Jimmy Hutchinson）貢獻了32球。林肯城在最後一戰裡於辛塞爾班克球場（Sincil Bank）擊敗哈特普爾，確保了升級資格。不過，他們在1948年至1949年的乙級聯賽墊底而降級，與排名倒數第二的相差7分。
在1948年至1949年球季，他們以4分之差與升級失之交臂，接下來的1950年至1951年則取得第5名的成績。林肯城在1951年至1952年最終以3分優勢領先，取得升級資格，他們在這個球季打進了121球，當中39球來自從以5,000英鎊簽下的射手安迪·格拉弗（Andy Graver）。「頑童」在接下來的九個賽季都留在第二級聯賽，格拉弗（球會最佳神射手）及托尼·埃梅里（Tony Emery，球會上陣次數最高紀錄保持者）是球會在這段時期的主力球員。1957年至1958年球季最為人稱道，林肯城在最後六場比賽取得連勝，令球會的積分由19分飆升至31分，以1分的微弱差距壓倒降級的。
林肯城在第二級聯賽的非凡成就在1960至1961年終結，雖然隊中的頭號射手羅伊·查普曼（Roy Chapman）的表現出色，但球隊仍敬陪末席，以9分差距排在之後。林肯城在1961至1962年再由丙級聯賽降級到丁級聯賽。球隊在1962至1963年排在英格蘭足球聯賽的倒數第三位。1965年，安德森在執教了855場比賽後離職。

## 榮譽
林肯城
- 英格蘭足球丙級北部聯賽冠軍：1947年至1948年、1951年至1952年
- 林肯郡高級盃冠軍：1948年、1949年、1951年、1956年（共同）、1962年及1964年（共同）
- 林肯郡高級盃亞軍：1947年、1950年、1952年、1955年、1959年及1960年

## 執教統計
| 球隊   | 國籍   | 自           | 至           | 成績 | 成績 | 成績 | 成績 | 成績  |
| 球隊   | 國籍   | 自           | 至           | 賽   | 勝   | 和   | 負   | 勝率  |
| ------ | ------ | ------------ | ------------ | ---- | ---- | ---- | ---- | ----- |
| 林肯城 | 英格兰 | 1946年1月1日 | 1965年1月1日 | 855  | 307  | 189  | 359  | 35.91 |
| 總計   | 總計   | 總計         | 總計         | 855  | 307  | 189  | 359  | 35.91 |

## 註腳
1. ↑  （英文）. League Managers Association.   [2012-07-26]. （原始内容存档于2013-01-27）.
2. 1 2 3 4  （英文）. redimps.co.uk.   [2012-07-27]. （原始内容存档于2014-05-05）.
3. ↑  （英文）. rsssf.com.   [2012-07-27]. （原始内容存档于2019-01-16）.
4. ↑  （英文）. stats.football.co.uk.   [2012-07-27]. （原始内容存档于2020-01-22）.
5. ↑  （英文）足球資料庫：Bill Anderson的領隊統計數據